# 実徳グループ
実徳グループ （中国語: 实德集团）は中国遼寧省大連に本拠がある建築資材製造をおもにしている企業である。創業者・社長は徐明である。大連実徳足球倶楽部の親会社として有名だった。薄煕来事件の影響により、崩壊した。

## 概要
実徳グループは中国・遼寧省大連市に本拠がある建築資材製造をおもにしている企業である。創業は1992年で、創業者は・社長は徐明である。
建築資材以外に、金融会社（大連銀行、中国太平洋保険など）への投資もしている。大連市以外では、大連実徳足球倶楽部のメインスポンサーとして知られていた。
2012年11月、大連実徳グループは120億元の負債を抱えていたため破産手続きを開始した。
薄煕来の不正蓄財に関わったとして逮捕された代表の徐明は服役中の2015年に死亡した。